# Герцог де Монтебелло

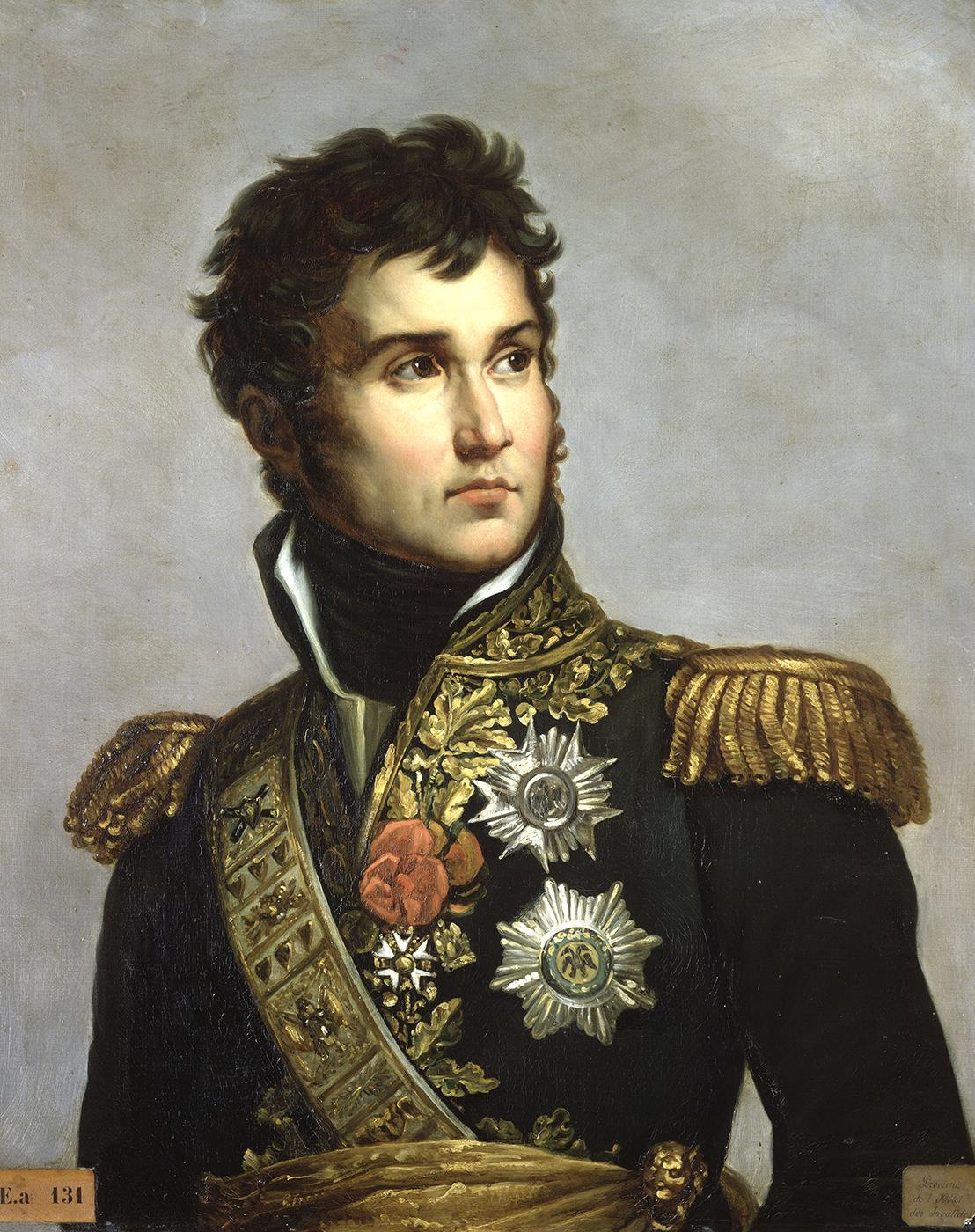
Маршал Жан Ланн (1769—1809)

Герцог де Монтебелло (фр. Duc de Montebello) — французский аристократический титул. Он был создан 19 марта 1808 года императором Наполеоном для французского полководца Жана Ланна (1769—1809), маршала империи (1804).

## История
Титул герцога де Монтебелло происходит от названия битвы при Монтебелло в Ломбардии, в ходе которой 9 июня 1800 года авангард французской армии Наполеона Бонапарта под командованием дивизионного генерала Жана Ланна разбил превосходящие силы австрийской армии под предводительством генерал-майора Петера Отта.
19 марта 1808 года император Наполеон Бонапарт пожаловал маршалу Жану Ланну титул герцога де Монтебелло. Жалованную грамоту на герцогский титул Ланн получил 1 июня 1808 года. Также в 1807 году Жанн Ланн получил от императора Севежское княжество в Великом герцогстве Варшавском, а также земли в Вестфалии и Ганновере.
В сражении при Эсслинге 22 мая 1809 года Жан Ланн был смертельно ранен и скончался 31 мая того же года. Его титул и владения унаследовал его старший сын, Луи Наполеон Ланн (1801—1874), 2-й герцог де Монтебелло. В августе 1815 года Наполеон Ланн был назначен пэром Франции, 17 августа 1817 года он был признан герцогом и наследственным пэром. Потомки последнего в настоящее время продолжают носить титул герцога де Монтебелло.

## Список герцогов де Монтебелло
- 1808—1809: Жан Ланн (10 апреля 1769 — 31 мая 1809), 1-й герцог де Монтебелло. Сын крестьянина Жана Ланна (1733—1812), впоследствии ставшего мелким буржуа — торговцем недвижимостью, и Сесиль Фуреньян (1741—1799).
- 1809—1874: Луи Наполеон Ланн де Монтебелло (30 июля 1801 — 18 июля 1874), 2-й герцог Монтебелло, старший сын предыдущего
- 1874—1876: Наполеон Камилл Шарль Жанн Ланн де Монтебелло (30 октября 1835 — 30 ноября 1876), 3-й герцог де Монтебелло, старший сын предыдущего
- 1877—1899: Наполеон Барб Жозеф Жан Ланн де Монтебелло (9 апреля 1877 — 27 января 1899), 4-й герцог де Монтебелло, единственный (посмертный) сын предыдущего
- 1899—1922: Шарль Луи Морис Ланн де Монтебелло (27 октября 1836 — 23 декабря 1922), 5-й герцог де Монтебелло, второй сын 2-го герцога де Монтебелло и младший брат 3-го герцога
- 1922—1988: Наполеон Жан Жюль Ланн де Монтебелло (5 марта 1903 — 22 мая 1988), 6-й герцог де Монтебелло, внук 5-го герцога де Монтебелло, единственный сын Мориса Ланна де Монтебелло, маркиза де Монтебелло (1867—1917)
- 1988—2022: Морис Жорж Антуан Ланн де Монтебелло (2 июля 1939 — 26 марта 2022), 7-й герцог де Монтебелло, старший сын предыдущего.
- 2022 — настоящее время: Бенуа Александр Мари Эммануэль Ланн де Монтебелло (род. 15 августа 1973), 8-й герцог де Монтебелло, второй сын предыдущего.

В 1988—2004 годах наследником титула был Жан-Мишель Кристоф Мари Луи Ланн де Монтебелло (15 августа 1972 — 7 августа 2004), граф де Монтебелло, старший сын 7-го герцога де Монтебелло.